# Língua a-pucikwar
A língua a-pucikwar é uma língua quase extinta pertencente à família linguística andamanesa, falado pelo povo pucikwar.
É uma língua dos habitantes das Ilhas Andamão, que agora foi substituída pela língua hindi. Em 2006, o número de falantes foi estimado em 10 ou menos.

## História
À medida que o processo de colonização e colonização das Ilhas Andamão se intensificou a partir do final do século XIX e no século XX, os grupos indígenas dos grandes andamaneses foram bastante reduzidos em número e alienados dos seus territórios tradicionais.

Os poucos grandes andamaneses sobreviventes logo perderam as distinções culturais e linguísticas entre eles que estavam presentes no início do século XIX, quando pelo menos dez grupos tribais e linguísticos distintos foram registrados. Pelo censo de 1901 os pucikwar foram reduzidos para 50, mas as distinções entre grupos tribais e subgrupos tornaram-se consideravelmente confusas (e alguns casamentos mistos também ocorreram com colonos indianos e karen (birmaneses)). O tribo pucikwar desapareceu como um grupo distinto em algum momento depois de 1931.